# 오스만 제국의 쇠퇴와 근대화
18세기, 오스만 제국은 여러 산업화된 유럽 강대국들로부터 수많은 국경에서 위협을 받았고, 내부적인 불안정에도 시달렸다. 외부의 영향력, 내셔널리즘의 부상, 내부 부패는 제국이 스스로를 돌아보고 근대화할 것을 요구했다. 통치를 중앙집권화하고 표준화하기 위한 내부 개혁의 시기가 시작되었다. 군대를 위한 유럽식 훈련 체계, 표준화된 법전, 개혁된 재산법이 도입되어 세금을 더 잘 징수하고 국경 내 자원을 통제할 수 있게 되었다. 이 개혁 시기는 1839년에 시작된 탄지마트로 알려져 있다.
오스만 제국의 위태로운 국제적 위치에도 불구하고 중앙 정부는 상당히 강화되었다. 제국의 개혁과 근대화 과정은 술탄 셀림 3세의 통치 기간 동안 니잠-이 제디드 (신질서)의 선포와 함께 시작되었으며, 1839년의 하트-이 셰리프 오브 귈하네와 1856년의 하트-이 후마윤과 같은 여러 개혁 칙령으로 강조되었다. 19세기에 걸쳐 오스만 국가는 이전 어느 시대보다 인구에 대한 더 큰 영향력을 행사하며 더욱 강력하고 합리적으로 변모했다.
이러한 활성화 노력에도 불구하고, 오스만 제국의 민족주의의 부상은 막을 수 없었다. 특히 발칸반도 지역의 소수 민족들 사이에서 새로 시행된 행정 및 기반 시설 개혁은 종종 지역 긴장과 민족주의 운동을 완화하기보다는 오히려 심화시켰다. 수많은 반란과 독립 전쟁은 북동쪽의 러시아와 북아프리카의 빌라예트에 대한 프랑스(그리고 나중에는 영국)의 반복적인 침략과 함께 19세기와 20세기 초에 걸쳐 영토의 꾸준한 손실로 이어졌다.
1908년까지 오스만 군대는 서유럽 군대의 방식을 따라 근대화되고 전문화되었다. 이 시기 이후에는 오스만 제국의 패배와 해체 (1908–1922)가 이어졌다.

## 이 시기의 주요 문제

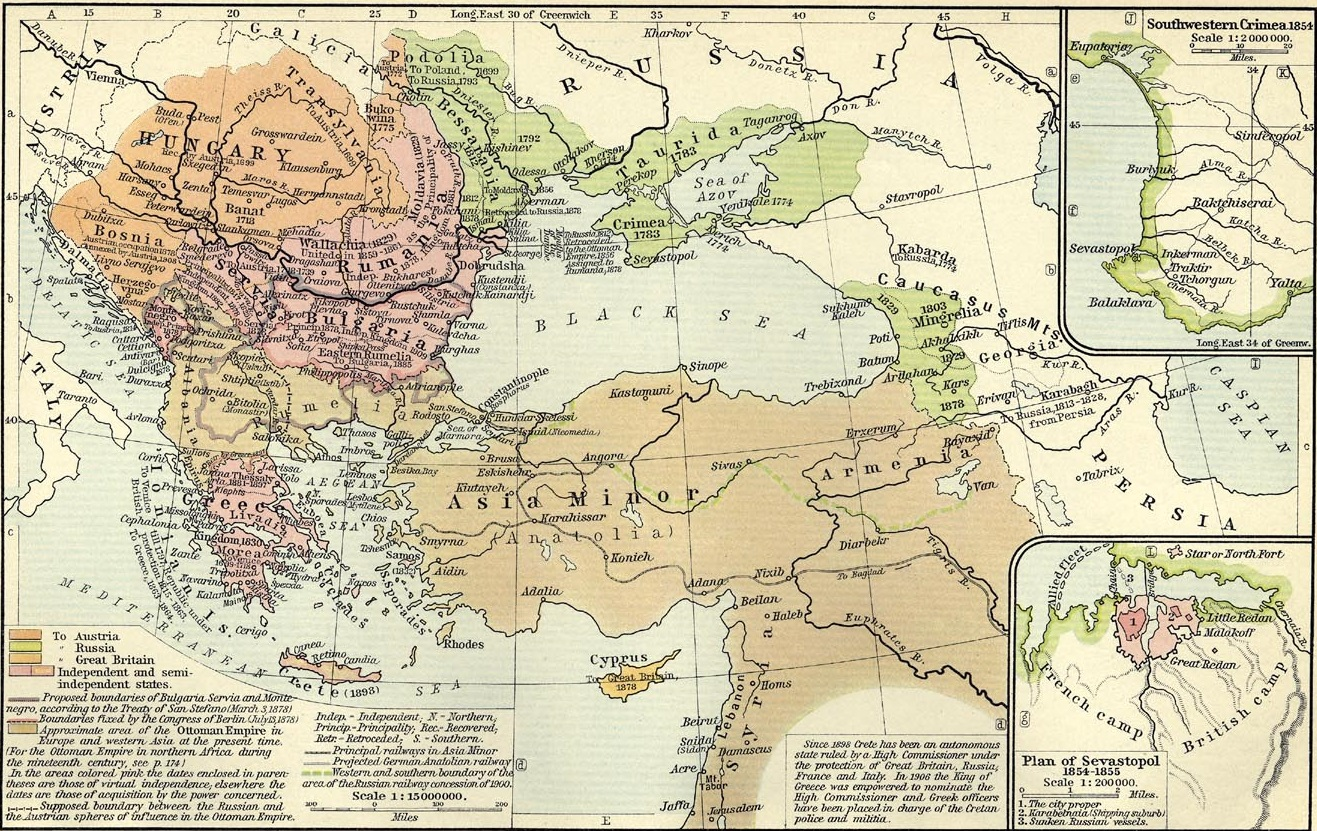
17세기, 18세기, 19세기 오스만 제국의 쇠퇴

내셔널리즘의 부상은 19세기 동안 많은 나라를 휩쓸었으며, 이는 오스만 제국 내 영토에도 영향을 미쳤다. 점증하는 민족 의식과 함께 민족주의의 성장하는 감각은 민족주의 사상을 오스만 제국에 유입된 가장 중요한 사상 중 하나로 만들었다. 제국은 국경 안팎의 내셔널리즘에 대처해야 했다. 정당으로 변모한 혁명적인 비밀 결사의 수는 다음 시기에 극적으로 증가했다. 오스만 영토 내의 봉기는 19세기 동안 광범위한 결과를 낳았고 20세기 초 오스만 정책의 많은 부분을 결정했다. 오스만 통치 엘리트의 상당수는 국가 정책에 문제가 있다고 의문을 제기했다. 일부는 민족 분쟁의 원인이 외부적이며 통치 문제와는 무관하다고 느꼈다. 이 시기가 성공이 없지는 않았지만, 민족 봉기에 대한 오스만 국가의 영향력은 심각하게 의문시되었다.
이 세기 동안 러시아의 확장은 오스만 제국의 옛 속주들의 독립을 지원하고, 그 후 발칸반도의 모든 슬라브 민족을 불가리아 아래로 통합하거나 동쪽의 아르메니아인들을 이용하여 상황을 조성하는 것을 주요 주제로 삼아 발전했다. 세기 말에 러시아의 관점에서 루마니아, 세르비아, 몬테네그로의 독립과 불가리아의 자치권이 달성되었다. 이는 열강들을 경악시켰다. 베를린 회의 이후 러시아의 확장은 불가리아의 확장을 저지함으로써 통제되었다. 러시아 대중은 베를린 회의가 끝날 때 수천 명의 러시아 병사들이 헛되이 죽었다고 느꼈다.
오스만 제국의 군대는 18세기 후반 1768-74년 전쟁에서 러시아에게 참혹한 패배를 당할 때까지 효과적인 전투력을 유지했다. 셀림 3세는 1789년 야심 찬 군사 개혁 노력과 함께 왕위에 올랐다. 그는 실패했고 1808년 마흐무트 2세에게 자리를 넘겨주었으며, 마흐무트 2세는 알렘다르 무스타파 파샤를 통해 계엄령을 확립했다. 처음에는 예니체리와 동맹하여 지방 총독들의 권력을 약화시켰고, 이후 예니체리에게 등을 돌려 1826년 상서로운 사건 동안 그들을 완전히 제거했다. 새로운 시스템을 위한 노력(1826–1858)은 상서로운 사건 이후 시작되었다.
경제사학자 폴 바이로흐는 자유 무역이 오스만 제국의 탈산업화에 기여했다고 주장한다. 중국, 일본, 스페인의 보호무역과는 대조적으로, 오스만 제국은 외국 수입에 개방적인 자유 무역 정책을 가지고 있었다. 이 정책은 1536년 프랑스와 체결된 최초의 상업 조약에서 시작되어 1673년과 1740년에 커피출레이션을 통해 더욱 진전된 오스만 제국의 커피출레이션에서 비롯되었으며, 이는 수입 및 수출 관세를 3%로 낮추었다. 자유주의적인 오스만 정책은 존 램지 매컬록과 같은 영국 경제학자들에 의해 그의 『상업 사전』(1834)에서 칭찬받았지만, 나중에는 총리 벤저민 디즈레일리와 같은 영국 정치인들에 의해 비판받았다. 그는 1846년 곡물법 논쟁에서 오스만 제국을 "무제한 경쟁으로 인한 피해의 사례"로 인용했다:
튀르키예에는 자유 무역이 있었고, 그것이 무엇을 생산했는가? 그것은 세계에서 가장 훌륭한 제조업 중 일부를 파괴했다. 1812년까지만 해도 이러한 제조업은 존재했지만, 파괴되었다. 그것이 튀르키예 경쟁의 결과였고, 그 영향은 스페인에서의 반대 원리의 영향만큼이나 해로웠다.

오스만 제국의 공채는 이 시기에 크게 부각되었다. 제국은 이전에 외국 차관을 받지 않았다. 그러나 크림 전쟁의 요구에 따라 제국은 1854년에 첫 차관을 받았다. 공채는 빠르게 불어나 다른 어떤 유럽 국가보다 커졌다. 1873년 공황은 경제를 침체시켰고, 이어서 흉작이 발생했다. 오스만인들은 차관을 갚을 수 없게 되었고, 1875년에 채무 불이행을 선언했다. 오스만인들은 여러 유럽 국가와 그 시민들에게 차관을 빚지고 있었으며, 이들은 투자의 실패에 크게 분노하여 정부에 개입을 로비했다. 이러한 노력은 오스만 공채 관리국으로 이어졌는데, 이는 오스만 관료제의 주요하고 독립적인 부서로 성장했으며, 그 유일한 목표는 유럽 채권자들에게 수익을 제공하는 것이었다.
오스만 제국의 침체와 개혁 (1683년~1827년)은 오스만 고전 육군의 해체로 끝났다. 오스만 제국의 쇠퇴와 근대화 (1828년~1908년) 동안의 문제는 전쟁에서 승리하고 백성에게 안보를 가져다줄 군대(안보 장치)를 만드는 것이었다. 그 목표는 이 시기 동안 여러 번의 재조직을 통해 여러 술탄에 의해 추진되었다. 이 시기 말, 1908년 제2차 입헌 시대와 함께 오스만 군대는 유럽 군대의 형태로 근대화되고 전문화되었다.

## 근대화 1808–1839

### 1808–1839 마흐무트 2세
마흐무트 2세는 과거 여러 세대로부터 물려받은 여러 문제들을 다루어야 했다. 이 문제들은 그의 통치 기간 내내 지속되었다. 간단히 말해서, 러시아, 영국, 프랑스와의 동방문제와, 반란을 일으키는 예니체리 및 분열적인 울레마로부터 발생하는 군사적 문제들이 있었다. 그는 또한 이집트인, 와하비파, 세르비아인, 알바니아인, 그리스인, 시리아인과의 수많은 내부 갈등에 직면했으며, 오스만 가문의 유적 위에 새로운 왕국을 세우려던 반항적인 파샤들로 인한 행정적 문제도 겪었다.
마흐무트는 국가의 성장하는 문제와 임박한 군주제 전복을 이해하고 그가 보는 대로 문제를 다루기 시작했다. 예를 들어, 그는 몰수 재판소를 폐쇄하고 파샤들의 권력 중 많은 부분을 빼앗았다. 그는 직접 디반, 즉 국무 회의에 정기적으로 참석하여 개혁의 모범을 보였다. 술탄이 디반을 피하는 관행은 2세기 전 쉴레이만 1세의 통치 기간 동안 도입되었으며, 이는 제국 쇠퇴의 원인 중 하나로 간주되었다. 마흐무트 2세는 또한 와크프와 관련된 최악의 남용 중 일부를 국가 행정 하에 그 수입을 두어 해결했다. 그러나 그는 이 막대한 재산을 정부의 일반적인 목적에 적용하는 모험을 감행하지 않았다.

#### 세르비아인, 1810년대
1804년에 세르비아 혁명이 오스만 통치에 반대하여 발칸반도에서 발발했으며, 이는 나폴레옹 침략과 병행하여 진행되었다. 혁명이 끝난 1817년까지 세르비아는 명목상의 오스만 종주권 아래 자치 군주국으로 승격되었다. 1821년에 그리스 제1공화국은 오스만 제국으로부터 독립을 달성한 최초의 발칸반도 국가가 되었다. 이는 그리스 독립 전쟁이 끝난 후 1829년에 포르테에 의해 공식적으로 인정되었다.

#### 그리스인, 1820년대
1814년, 그리스의 해방을 목표로 하는 필리케 에테리아라는 비밀 조직이 설립되었다. 필리케 에테리아는 펠로폰네소스반도, 다뉴브 공국, 수도 및 그 주변 지역에서 봉기를 일으킬 계획을 세웠다. 이러한 봉기 중 첫 번째는 1821년 3월 6일 다뉴브 공국에서 시작되었으나 오스만인들에게 진압되었다. 1821년 3월 17일, 마니오트인들은 전쟁을 선포했으며, 이는 다른 통제된 국가들에서 혁명적 행동이 시작되었음을 알렸다. 1821년 10월, 테오도로스 콜로코트로니스는 트리폴리차를 점령했으며, 이어서 크레타, 마케도니아, 중앙그리스에서 다른 봉기들이 일어났다. 그리스 내 여러 파벌들 사이에서는 곧 긴장이 고조되어 두 차례의 연속적인 내전으로 이어졌다. 무함마드 알리는 영토 확장을 대가로 자신의 아들 이브라힘 파샤를 군대와 함께 그리스로 보내 봉기를 진압하는 데 동의했다. 1825년 말까지 펠로폰네소스반도 대부분은 이집트의 통제 하에 있었고, 메솔롱기 시는 포위되어 1826년 4월에 함락되었다. 이브라힘은 펠로폰네소스반도에서 대부분의 봉기를 진압하는 데 성공했으며 아테네도 탈환되었다. 러시아, 영국, 프랑스는 분쟁에 개입하기로 결정하고 각국은 해군을 그리스로 보냈다. 오스만-이집트 연합 함대가 그리스의 히드라를 공격할 것이라는 소식에 따라, 연합 함대는 나바리노 해전에서 오스만-이집트 함대를 가로막았다. 일주일간의 대치 끝에 전투가 시작되었고, 그 결과 오스만-이집트 함대는 전멸했다. 프랑스 원정군의 도움으로 1828년까지 중앙 그리스의 점령된 지역으로 진격했다.
그리스 독립 전쟁은 서구의 민족주의 개념 확산의 시작을 알렸고, 오스만 제국에서 내셔널리즘의 부상을 자극했으며, 결국 오스만 밀레트 개념의 붕괴를 야기했다. 틀림없이, 오스만 제국에 만연했던 민족 개념은 종교를 중심으로 한 현재의 개념과는 달랐다.

#### 상서로운 사건, 1826
마흐무트 2세의 가장 주목할 만한 업적은 1826년 예니체리 군단의 폐지, 근대 오스만 군대의 창설, 그리고 1839년 탄지마트 개혁 준비이다. 1826년까지 술탄은 더욱 근대적인 군대를 위해 예니체리에 대항할 준비가 되어 있었다. 마흐무트 2세는 술탄의 "예니체리에 대한 쿠데타"라고 묘사하며 고의적으로 그들을 반란을 유도했다. 술탄은 파트와를 통해 그들에게 현대 유럽식으로 조직되고 훈련된 새로운 군대를 창설할 것이라고 알렸다. 예상대로 그들은 반란을 일으켜 술탄의 궁전으로 진격했다. 이어진 전투에서 예니체리 병영은 포격으로 불에 탔고, 4,000명의 예니체리가 사망했다. 생존자들은 추방되거나 처형되었고, 그들의 재산은 술탄에게 몰수되었다. 이 사건은 현재 상서로운 사건이라고 불린다. 나머지 예니체리들은 나중에 테살로니키의 피의 탑이라고 불린 곳에서 참수형에 처해졌다.
이러한 조치들은 근대화의 시작을 알렸으며, 유럽식 의복, 건축, 법률, 제도 조직, 토지 개혁의 도입과 같은 즉각적인 효과를 가져왔다.

#### 러시아, 1828–1829
1828–1829년 러시아-튀르크 전쟁으로 인해 술탄은 새로운 군대를 조직할 시간을 얻지 못했고, 차르의 베테랑들과 싸우기 위해 이 젊고 훈련되지 않은 신병들을 사용할 수밖에 없었다. 전쟁은 비극적인 아드리아노플 조약으로 끝났다. 해당 개혁들은 주로 군대 개선을 위해 시행되었지만, 이러한 노력에서 비롯된 가장 주목할 만한 발전은 새로운 장교들을 훈련시키기 위해 수학에서 의학에 이르기까지 모든 것을 가르치는 일련의 학교들이 설립된 것이었다.

#### 이집트, 1830년대
통치 후반기에 마흐무트는 이집트와 수단의 왈리인 무함마드 알리와의 분쟁에 휘말렸다. 무함마드 알리는 기술적으로 마흐무트의 봉신이었다. 술탄은 그리스의 반란을 진압하는 데 무함마드 알리의 도움을 요청했지만, 약속된 대가를 지불하지 않았다. 1831년, 무함마드 알리는 전쟁을 선포하고 1833년 전쟁이 끝날 무렵까지 시리아와 아라비아를 점령하는 데 성공했다. 1839년, 마흐무트는 손실을 만회하기 위해 전쟁을 재개했지만, 무함마드 알리의 아들인 이브라힘 파샤가 이끄는 이집트 군대에 의해 네지브 전투에서 제국군이 패배했다는 소식이 콘스탄티노폴리스에 도착할 무렵 사망했다.

### 경제
당시 제국의 재정 상황은 매우 어려웠고, 특정 사회 계층은 오랜 기간 동안 부담스러운 세금에 시달려 왔다. 발생하는 복잡한 문제들을 다루는 데 있어 마흐무트 2세는 쾨프륄뤼 가문 중 최고들의 가장 좋은 정신을 보여주었다고 평가된다. 1834년 2월 22일자 피르만은 지방을 순회하는 공무원들이 오랜 기간 주민들로부터 받아오던 성가신 부담금을 폐지했다. 같은 칙령에 따라 정규 반기별 기간을 제외한 모든 금전 징수는 남용으로 간주되었다. 마흐무트 2세는 이 문서에서 "나는 모든 백성에게 성가신 행위에 대한 지지를 제공하고, 그들의 부담을 늘리는 대신 끊임없이 경감하며, 평화와 안녕을 보장해야 할 의무가 있다는 것을 아무도 모르는 바가 아니다. 따라서 그러한 억압 행위는 하나님의 뜻과 나의 제국 명령에 즉시 위배된다."고 말했다.
하랏지 또는 인두세는 비록 온건하고 납부자들에게 병역을 면제해주었지만, 정부 징수원들의 오만함과 불법 행위로 인해 오랫동안 극심한 폭정의 도구가 되어왔다. 1834년의 피르만은 이를 부과하는 기존 방식을 폐지하고, 각 지역의 카디, 무슬림 총독, 그리고 라야의 시정 책임자들로 구성된 위원회에 의해 징수될 것을 명령했다. 다른 많은 재정 개선도 이루어졌다. 또 다른 중요한 일련의 조치들을 통해 행정 정부는 간소화되고 강화되었으며, 많은 수의 한직이 폐지되었다. 술탄 마흐무트 2세는 양식과 절약의 귀중한 개인적 모범을 보였고, 황실을 조직했으며, 직무 없는 모든 직함을 폐지하고, 직무 없는 유급 관리들의 모든 직위를 제거했다.

## 탄지마트 시대 1839–1876

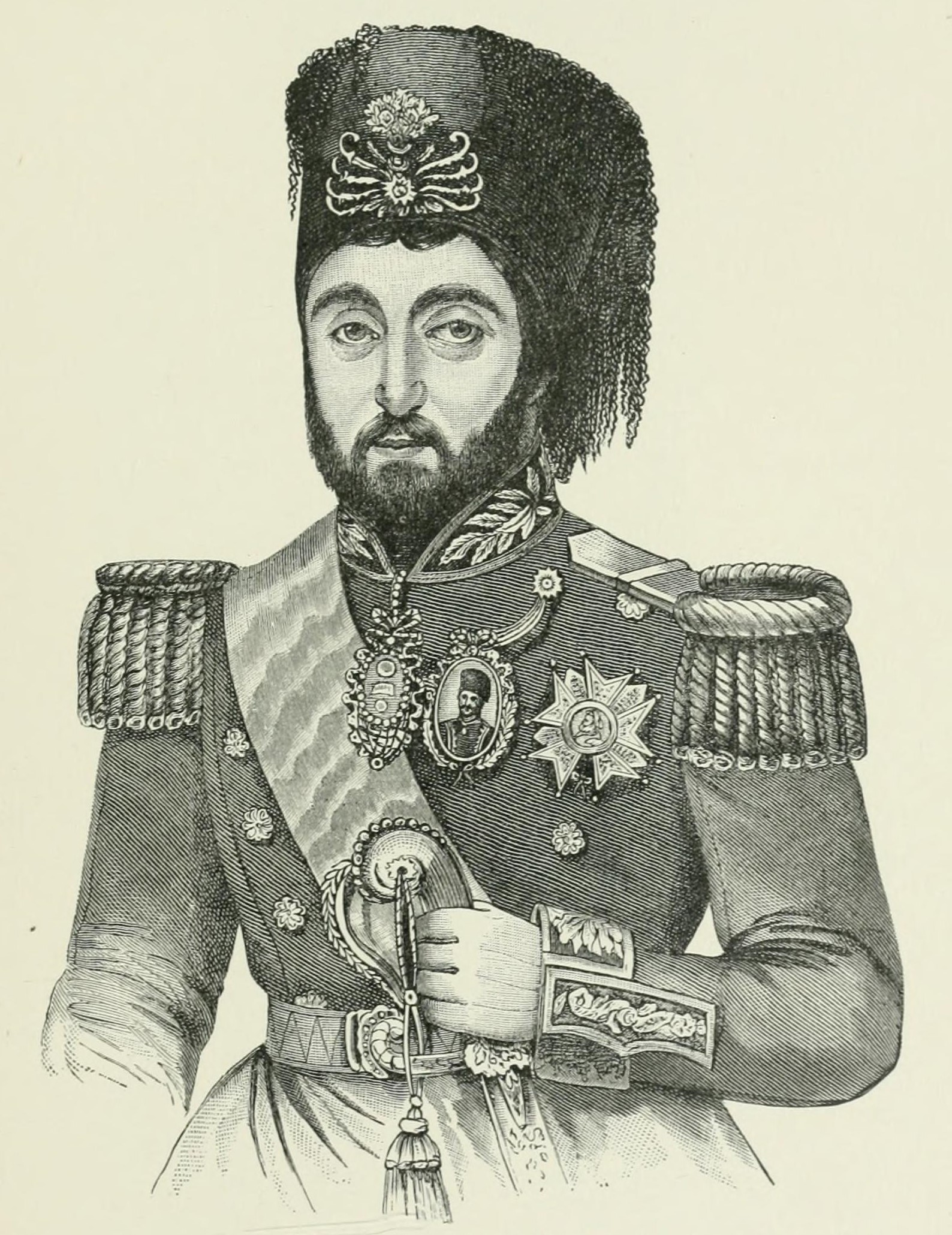
무스타파 레시트 파샤, 귈하네 칙령의 주요 설계자

1839년, 하트 이 셰리프 선언은 탄지마트 (아랍어: تنظيم tanẓīm, "조직"을 의미) 시대(1839–76)를 시작했다. 최초의 피르만 이전에는 추방되거나 사형을 선고받은 모든 사람의 재산이 칼리프에게 몰수되었는데, 이는 잔혹한 행위의 동기를 유지하고 고발자들을 부추겼다. 두 번째 피르만은 터키 총독들이 임의로 즉결 처형을 선고할 수 있는 오랜 권한을 제거했다. 파샤, 아가 및 기타 관리들은 "카디가 선고하고 판사가 정식으로 서명한 법적 판결에 의해 허가되지 않는 한, 라야든 튀르크든 어떤 사람에게도 사형을 선고해서는 안 된다"고 지시받았다.
탄지마트 개혁은 거의 60년 동안 반독립 상태였던 다뉴브 공국과 세르비아 공국에서 민족주의의 부상을 막지 못했다. 1875년, 세르비아와 몬테네그로의 공국, 그리고 왈라키아와 몰다비아 공국의 통일 공국은 제국으로부터 일방적으로 독립을 선언했다. 러시아-튀르크 전쟁 (1877년~1878년) 이후, 제국은 세 교전국 모두에게 독립을 부여했다. 불가리아도 사실상 독립을 달성했다(불가리아 공국으로); 그들의 자원봉사자들은 반란국들의 편에서 러시아-튀르크 전쟁에 참전했다.
정부의 일련의 헌법 개혁은 상당히 근대적인 징집군, 은행 시스템 개혁, 동성애의 비범죄화, 종교법을 세속법으로 대체하는 것과 길드를 현대적인 공장으로 대체하는 것을 이끌어냈다.

### 1839–1861 압뒬메지트 1세

#### 1840년대
오스만 우체국은 1840년 10월 23일 이스탄불에 설립되었다. 첫 번째 우체국은 예니 모스크 안뜰 근처의 포스타하네-이 아미레였다.
최초의 오스만 지폐 도입(1840년)과 최초의 우체국 개설(1840년); 프랑스 모델에 따른 재정 시스템 재편(1840년); 프랑스 모델에 따른 민법 및 형법 재편(1840년); 오스만 제1의회(1876년)의 원형인 메즐리스-이 마아리프-이 우무미예 설립(1841년); 군대 재편과 정규 모집, 징병 및 병역 기간 확정(1843-44년); 오스만 국가와 오스만 국기 채택(1844년); 공공 교육 위원회 설립(1845년) 및 교육부(메카팁-이 우무미예 네자레티, 1847년, 이후 마아리프 네자레티, 1857년); 노예 제도 및 노예 무역 폐지(1847년); 최초의 현대 대학(다륄퓌눈, 1848년), 아카데미(1848년) 및 교원 학교(다륄무알리민, 1848년) 설립.
새뮤얼 모스는 1847년 이스탄불의 옛 베일레르베이 궁전(현재의 베일레르베이 궁전은 1861–1865년에 같은 장소에 지어졌다)에서 전신에 대한 최초의 특허를 받았는데, 이는 압뒬메지트 술탄이 직접 이 새로운 발명품을 시험한 후 발급한 것이다. 이 성공적인 시험 이후, 최초의 전신선(이스탄불-아드리아노플–슈멘) 설치 작업이 1847년 8월 9일에 시작되었다.

#### 신분증 및 오스만 인구 조사, 1844
오스만 제국은 1830년대 이전에도 인구 기록을 가지고 있었지만, 1831년에 비로소 인구 등록청(Ceride-i Nüfus Nezareti)이 설립되었다. 1839년에 더 정확한 자료를 얻기 위해 이 사무실은 분권화되었다. 등록관, 검사관, 인구 담당관이 지방과 소규모 행정 구역에 임명되었다. 그들은 주기적으로 출생과 사망을 기록하고 각 구역의 인구를 나타내는 목록을 비교했다. 이 기록들은 인구의 총계는 아니었다. 오히려 "가구주"로 알려진 것을 기반으로 했다. 남성 가족 구성원의 연령, 직업, 재산만 계산되었다.
최초의 전국적인 오스만 인구 조사는 1844년에 이루어졌다. 최초의 국가 신분증은 공식적으로 메지디예 신분증 또는 비공식적으로 카파 카으드(머리 종이) 문서라고 불렸다.

#### 1850년대
1856년, 하티 후마윤 칙령은 민족과 종교 고백에 관계없이 모든 오스만 시민에게 평등을 약속했으며, 이는 1839년 귈하네 칙령의 범위를 넓혔다. 전반적으로 탄지마트 개혁은 광범위한 영향을 미쳤다. 탄지마트 시대에 설립된 학교에서 교육받은 사람들 중에는 무스타파 케말 아타튀르크와 튀르키예 공화국 및 발칸반도, 중동, 북아프리카의 다른 많은 옛 오스만 국가들의 진보적인 지도자와 사상가들이 포함되었다. 이러한 개혁에는 오스만 백성의 생명, 명예, 재산에 대한 완벽한 안전 보장이 포함되었다.
보건부(Tıbbiye Nezareti, 1850년) 설립; 상업 및 무역법(1850년); 과학 아카데미(Encümen-i Daniş, 1851년) 설립; 최초의 증기선 통근 페리를 운항한 시르케트-이 하이리예(1851년) 설립; 최초의 유럽식 법원(Meclis-i Ahkam-ı Adliye, 1853년) 및 최고 사법 위원회(Meclis-i Ali-yi Tanzimat, 1853년) 설립; 현대 이스탄불 시청(Şehremaneti, 1854년) 및 도시 계획 위원회(İntizam-ı Şehir Komisyonu, 1855년) 설립; 비무슬림에 대한 인두세(지즈야) 폐지 및 세금 부과 및 징수 정규화(1856년); 비무슬림의 군인 허용(1856년); 공공 서비스 개선 및 상업 발전R 위한 다양한 조항; 최초의 전신 네트워크(1847–1855년) 및 철도(1856년) 설립; 길드를 공장으로 대체; 오스만 중앙은행(원래 1856년 Bank-ı Osmanî로 설립, 1863년 Bank-ı Osmanî-i Şahane로 재조직) 및 오스만 증권거래소(Dersaadet Tahvilat Borsası, 1866년 설립) 설립; 토지법(Arazi Kanunnamesi, 1857년); Serbesti-i Kürşad Nizamnamesi(1857년)를 통한 민간 부문 출판사 및 인쇄업 허용; 경제 및 정치 과학 학교(Mekteb-i Mülkiye, 1859년) 설립.
1855년에 오스만 전신망이 가동되었고 전신국이 설립되었다.

#### 크림 전쟁, 1853–1856

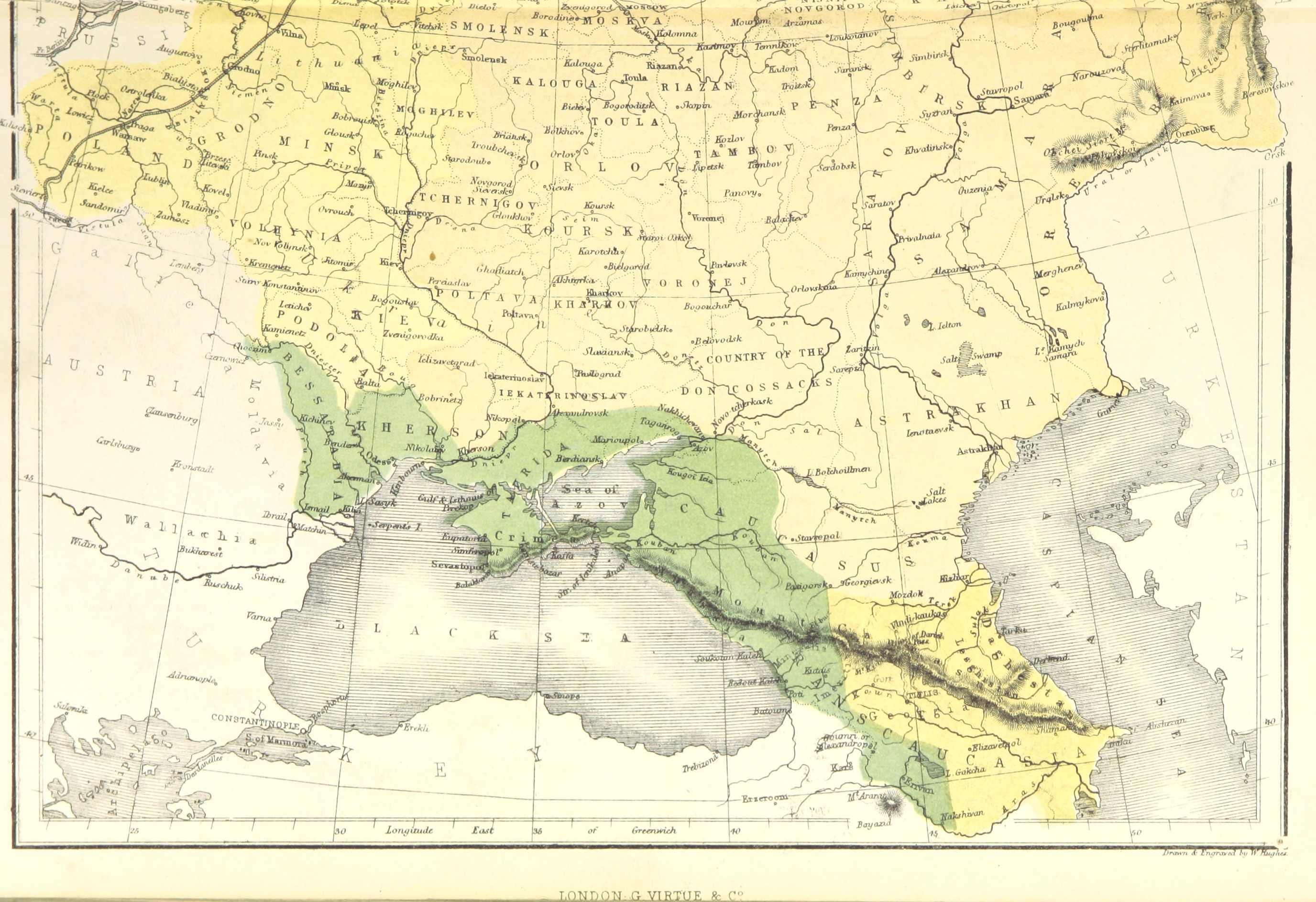
녹색은 17세기부터 19세기 전반까지 터키와의 전쟁으로 러시아에 할양된 영토를 나타낸다.

크림 전쟁 (1853–1856)은 쇠퇴하는 오스만 제국의 영토에 대한 영향력을 놓고 주요 유럽 강대국들 사이에 오랫동안 지속된 경쟁의 일부였다. 영국과 프랑스는 오스만 제국을 러시아로부터 성공적으로 방어했다.
대부분의 전투는 연합군이 크림반도에 상륙하여 흑해를 장악하기 위해 벌어졌다. 아나톨리아 서부, 캅카스, 발트해, 태평양, 백해에서도 소규모 작전이 있었다. 이는 철도와 전신과 같은 새로운 기술을 전쟁에 처음으로 전술적으로 사용한 최초의 "현대적인" 전쟁 중 하나였다. 이어진 파리 조약은 발칸반도와 흑해 분지에 대한 오스만 통제를 확보했다. 이는 1877–1878년 러시아-튀르크 전쟁에서의 패배까지 지속되었다.
오스만 제국은 1854년 8월 4일 첫 외채를 차입했는데, 이는 크림 전쟁이 시작된 직후였다.
전쟁은 크림 타타르인의 대규모 이주를 야기했다. 타우리데주의 총 타타르 인구 300,000명 중 약 200,000명의 크림 타타르인들이 계속되는 이주 물결을 타고 오스만 제국으로 이주했다. 캅카스 전쟁이 끝날 무렵, 체르케스인의 90%가 캅카스의 고향에서 추방되어 오스만 제국에 정착했다. 19세기 동안 발칸반도, 캅카스, 크림반도, 크레타의 많은 무슬림들이 현재의 튀르키예로 이주했다. 19세기 초까지 섬 주민의 45%가 무슬림이었을 수 있으며, 이들은 국가의 근본적인 특징을 형성하는 데 큰 영향을 미쳤다. 이들은 일반적인 정의에 따라 무하지르라고 불렸다. 오스만 제국이 1922년에 종말을 맞이할 때까지 터키 도시 인구의 절반은 러시아에서 온 무슬림 난민의 후손이었다. 19세기 후반의 크림 타타르 난민들은 특히 튀르키예 교육을 근대화하는 데 중요한 역할을 했다.

#### 아르메니아인, 1860년대

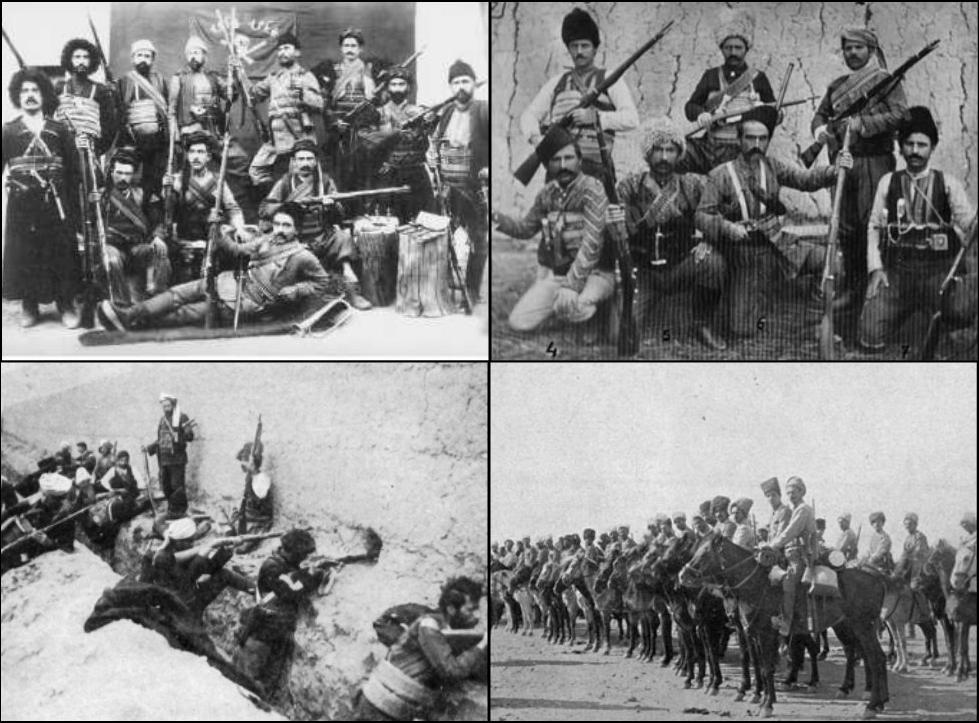
아르메니아 민족운동

계몽주의 시대와 오스만 제국 하의 민족주의 부상의 영향을 받아, 아르메니아 민족 해방 운동은 1860년대 초에 발전했다. 그 발생에 기여한 요인들은 이 운동을 발칸반도 국가들, 특히 그리스인들의 운동과 유사하게 만들었다. 아르메니아 엘리트와 다양한 무장 단체들은 동오스만 제국의 서아르메니아에 거주하는 대부분 농촌 아르메니아인들을 무슬림으로부터 보호하고 개선하려 했다. 아르메니아 민족 해방 운동은 또한 당시 오스만 제국과 러시아 제국이 통제하던 아르메니아인 거주 지역에 아르메니아 국가를 재건하려 했다.

### 1861–1876 압뒬아지즈
압뒬아지즈는 탄지마트와 이슬라하트 개혁을 계속했다. 1864년에는 새로운 행정 구역(빌라예트)이 설치되었고, 1868년에는 국무회의가 설립되었다. 공교육은 프랑스 모델을 따라 조직되었고 이스탄불 대학교는 1861년 현대적인 기관으로 재편되었다. 압뒬아지즈는 또한 제국 밖으로 여행한 최초의 술탄이기도 했다. 1867년 그의 여행에는 영국 방문이 포함되었다. 언론 및 저널리즘 규제법(Matbuat Nizamnamesi, 1864년) 등이 제정되었다. 1876년 이스탄불과 광대한 오스만 제국 외부 지역 간에 최초의 국제 우편 네트워크가 설립되었다. 1901년에는 우체국을 통해 최초의 송금이 이루어졌고, 최초의 화물 서비스가 가동되었다. 1868년에는 동성애가 비범죄화되었다.
기독교 밀레트는 1863년의 아르메니아 민족 헌법과 같은 특권을 얻었다. 디반이 승인한 이 규정집은 아르메니아 지식인들이 작성한 150개 조항으로 구성되었다. 또 다른 기관은 새로 설립된 아르메니아 민족 의회였다. 제국의 기독교 인구는 높은 교육 수준 덕분에 무슬림 다수보다 앞서 나가기 시작했으며, 이는 후자 측에서 많은 불만을 야기했다. 1861년에는 오스만 기독교인들을 위한 초등학교 571개와 중등학교 94개가 있었고, 총 140,000명의 학생들이 재학 중이었다. 이는 동시에 학교에 다니는 무슬림 어린이들의 수보다 훨씬 많은 수치였으며, 무슬림 어린이들은 아랍어와 이슬람 신학을 배우는 데 소비하는 시간 때문에 더욱 불리했다. 결과적으로 기독교인들의 높은 교육 수준은 그들이 경제에서 큰 역할을 할 수 있도록 해주었다. 1911년 이스탄불의 654개 도매 회사 중 528개가 그리스 민족 소유였다.
1871년에는 우체국과 전신국이 통합되어 우체국 및 전신부가 되었다. 1881년 7월, 이스탄불의 첫 전화 회선이 소욱체쉬메 지구의 우체국 및 전신부와 예니자미 지구의 포스타하네-이 아미레 사이에 설치되었다. 1909년 5월 23일, 50회선 용량의 첫 수동 전화 교환기가 뷔위크 포스타네(시르케지)에서 가동되었다.

#### 불가리아, 1870년대
불가리아의 민족 각성의 부상은 불가리아 민족 부흥 운동으로 이어졌다. 그리스와 세르비아와 달리 불가리아의 민족주의 운동은 처음에는 오스만 제국에 대한 무장 저항에 집중하지 않았다. 1870년 2월 28일 불가리아 정교회가 설립된 후, 1870년대 초 내부 혁명 조직과 불가리아 혁명 중앙 위원회의 설립, 그리고 바실 레프스키의 두 조직에 대한 적극적인 참여와 함께 대규모 무장 투쟁이 발전하기 시작했다. 이 투쟁은 1876년 4월 봉기로 최고조에 달했으며, 이는 모에시아, 트라키아, 마케도니아 (지역)의 여러 불가리아 지역에서 일어났다. 봉기의 진압과 오스만 병사들이 민간인에게 저지른 잔학 행위는 불가리아의 독립 열망을 더욱 키웠다.

#### 알바니아인, 1870년대
알바니아인 인구 대다수가 오스만 통치자들과 종교적 유대 관계를 맺고 있었고 과거에 알바니아 국가가 없었기 때문에, 19세기 알바니아인들 사이에서는 다른 동남유럽 민족들보다 민족주의가 덜 발달되어 있었다. 1870년대부터 비로소 그들 사이에서 '민족 각성' 운동이 발전하기 시작했는데, 이는 그리스인들과 세르비아인들에 비해 크게 지연된 것이었다. 1877~1878년 러시아-튀르크 전쟁은 발칸반도의 오스만 세력에 결정적인 타격을 입혔다. 알바니아인들이 자신들이 거주하는 땅이 몬테네그로, 세르비아, 불가리아, 그리스로 분할될 것이라는 두려움은 알바니아 민족주의의 부상을 부추겼다.

### 채무 불이행
첫 차입금 이후, 제국은 1858년, 1860년, 1862년, 1863년, 1865년, 그리고 1869년부터 1874년까지 매년 추가 차입을 했다. 그러나 경제적 어려움이 닥쳐왔다. 1873년 공황은 경제를 침체시켰고, 이어서 흉작이 발생했다. 궁정 내 암투는 채무 위기에서 정치적 관심을 돌렸다. 마침내 1875년 10월 6일, 제국은 대출금에 대한 이자 지불을 중단했으며, 10월 30일 공식적으로 채무 불이행을 선언했다. 채무 불이행 금액은 2억 2,450만 파운드(£{{인플레이션}} 오류: |index=UK-GDP(매개변수 1)에 해당되는 인덱스가 없음 (도움말))로 추정되었다. 그러나 제국의 총 수입은 겨우 2,170만 파운드(£{{인플레이션}} 오류: |index=UK-GDP(매개변수 1)에 해당되는 인덱스가 없음 (도움말))에 불과했으며, 이는 10.3의 비율이었다. 비교하자면, 미국의 현대 부채 대 소득 비율은 2022년에 약 7.8이었다. 오스만 채무 불이행은 채권국인 유럽 국가들 사이에서 분노를 샀다. 오스만 채무의 주요 채권자들이었던 영국과 프랑스 시민들의 협력적인 노력은 1881년 오스만 공채 관리국의 설립으로 이어졌다. 이는 오스만 관료제의 독립적인 기관으로 기능했으며, 그 목표는 세수를 확보하여 자국 시민 채권자들에게 송금하는 것이었다. 다른 대표 국가로는 독일, 이탈리아, 오스트리아, 네덜란드뿐만 아니라 오스만 내부 채권자들도 있었다. 오스만 채무는 제국에 큰 부담이 되었으며, 1870년대에 발생한 다른 위기들을 더욱 악화시켰다.

## 오스만 헌법, 1876
개혁 시대는 1876년 11월 23일 공포된 카눈-우 에사시 (오스만 튀르크어로 "기본법"을 의미)로 절정에 달했다. 이 헌법은 젊은 오스만인 회원들이 작성했으며, 모든 시민의 신념의 자유와 법 앞의 평등을 확립했다. 제국의 제1입헌 시대는 짧게 지속되었다. 그러나 오스만주의 사상은 영향력이 있었다. 주로 서방 세계 대학에서 교육받은 "젊은 오스만인"으로 알려진 개혁가 집단은 입헌군주제가 제국의 증가하는 사회 불안에 대한 해답을 줄 것이라고 믿었다. 1876년 군사 쿠데타를 통해 그들은 술탄 압뒬아지즈 (1861–1876)를 강제로 퇴위시키고 무라트 5세를 즉위시켰다. 그러나 무라트 5세는 정신 질환을 앓고 있었고 몇 달 안에 폐위되었다. 그의 후계자인 압뒬하미트 2세 (1876–1909)는 입헌군주제를 선포한다는 조건으로 권력을 맡아달라는 초청을 받았고, 그는 1876년 11월 23일에 그렇게 했다. 의회는 술탄이 의회를 중단시키기 전까지 단 2년 동안만 존속했다. 술탄은 의회를 다시 소집해야 했을 때, 대신 대의 기관을 폐지했다. 이로 인해 카눈-이 에사시의 효력이 상실되었다.

### 1876 무라트 5세
압뒬아지즈의 폐위 후 무라트가 즉위했다. 그는 헌법에 서명할 것으로 기대되었다. 그러나 건강 문제로 인해 무라트도 93일 만에 폐위되었는데, 그는 제국의 최단 재위 술탄이었다.

## 제1입헌 시대, 1876–1878
오스만 제국의 제1입헌 시대는 1876년 11월 23일 젊은 오스만인 회원들이 작성한 카눈-이 에사시 (오스만 튀르크어로 "기본법"을 의미)의 공포부터 1878년 2월 13일까지의 입헌군주제 기간이었다. 이 시대는 압뒬하미트 2세에 의한 오스만 의회의 중단으로 끝났다.

### 1876–1878 압뒬하미트 2세

#### 러시아-튀르크 전쟁 1877–1878
1877년–1878년 러시아-튀르크 전쟁은 발칸반도의 민족주의 부상과 함께 러시아가 크림 전쟁에서 겪었던 영토 손실을 회복하고 흑해에서 세력을 재확립하며, 오스만 제국으로부터 발칸 국가들을 해방시키려는 정치적 운동을 추구하려는 목표에서 비롯되었다. 전쟁의 결과, 오랫동안 사실상의 주권을 누려왔던 루마니아, 세르비아, 몬테네그로 공국들은 오스만 제국으로부터 공식적으로 독립을 선언했다. 약 반천년 간의 오스만 통치(1396년–1878년) 이후, 불가리아 국가가 불가리아 공국으로 재건되었는데, 이는 다뉴브강과 발칸산맥 사이의 땅(루마니아에 양도된 북부 도브루자 제외)과 새로운 국가의 수도가 된 소피아 지역을 포함했다. 베를린 회의는 또한 오스트리아-헝가리가 보스니아 헤르체고비나를 점령하고 영국이 키프로스를 차지하도록 허용했으며, 한편 러시아 제국은 남부 베사라비아와 카르스 지역을 합병했다.

#### 베를린 회의, 1878
베를린 회의 (1878년 6월 13일 – 7월 13일)는 유럽 열강의 주요 정치인들과 오스만 제국 간의 회의였다. 러시아-튀르크 전쟁 (1877년~1878년)이 러시아와 발칸반도 내 정교회 기독교 동맹국들(전쟁 전 오스만 제국의 백성)의 결정적인 승리로 끝난 후, 발칸반도를 안정시키고 재편하며 새로운 국가들을 세울 긴급한 필요성이 있었다. 회의를 이끈 독일 수상 오토 폰 비스마르크는 오스만의 약화된 권력을 인정하고 열강들의 각기 다른 이해관계를 균형 잡으면서 대규모 전쟁의 위험을 최소화하기 위해 국경을 조정하는 임무를 맡았다.
결과적으로 유럽 내 오스만 소유지는 급격히 감소했다. 불가리아는 오스만 제국 내의 독립 공국으로 수립되었지만, 이전 영토 전체를 유지할 수는 없었다. 불가리아는 특별 행정 하에 터키에 반환된 동루멜리아와 터키에 완전히 반환되어 개혁이 약속된 마케도니아 (지역)를 잃었다. 루마니아는 완전한 독립을 달성했지만, 베사라비아의 일부를 러시아에 넘겨야 했다. 세르비아와 몬테네그로는 마침내 완전한 독립을 얻었지만, 영토는 더 작아졌다.
1878년, 오스트리아-헝가리는 일방적으로 오스만 속주인 보스니아 헤르체고비나와 노비 파자르를 점령했지만, 오스만 정부는 이 움직임에 반대하며 두 속주에 병력을 유지했다. 이 대치 상태는 30년간 지속되다가(오스트리아와 오스만 군대는 30년 동안 보스니아와 노비 파자르에 공존했다) 1908년 오스트리아가 청년 튀르크 혁명으로 인한 오스만 제국의 정치적 혼란을 틈타 보스니아 헤르체고비나를 합병했지만, 터키와의 전쟁을 피하기 위한 타협안으로 노비 파자르에서 병력을 철수했다.
벤저민 디즈레일리 영국 총리가 베를린 회의 동안 발칸반도 내 오스만 영토 복원을 옹호한 대가로, 영국은 1878년 키프로스의 행정권을 인수했고 나중에 이집트에 1882년 병력을 파견하여 오스만 정부가 오라비 반란을 진압하는 것을 돕는다는 구실로 사실상 두 영토를 통제하게 되었다(영국은 1914년 11월 5일 오스만 제국이 동맹국 편에 서서 제1차 세계 대전에 참전하기로 결정한 것에 대응하여 여전히 명목상 오스만 영토였던 키프로스와 이집트를 공식적으로 합병했다). 프랑스는 1881년에 튀니지를 점령했다.
그 결과는 처음에는 평화 구축과 안정화의 위대한 성과로 칭송받았다. 그러나 대부분의 참가자들은 완전히 만족하지 못했고, 결과에 대한 불만은 1914년 세계 대전으로 폭발할 때까지 악화되었다. 세르비아, 불가리아, 그리스는 이득을 얻었지만, 그들이 마땅히 받을 만하다고 생각했던 것보다 훨씬 적었다. 당시 "유럽의 환자"라고 불리던 오스만 제국은 굴욕을 당하고 크게 약화되어 국내 불안에 더욱 취약하고 공격에 더욱 노출되었다. 러시아는 회의를 야기한 전쟁에서 승리했지만, 베를린에서 굴욕을 당하고 대우에 분개했다. 오스트리아는 많은 영토를 얻었고, 이는 남슬라브인들을 분노하게 했으며, 보스니아 헤르체고비나에서 수십 년간의 긴장을 초래했다. 비스마르크는 러시아 민족주의자들과 범슬라브주의자들의 증오의 대상이 되었고, 자신이 발칸반도에서 독일을 오스트리아와 너무 가깝게 묶었다는 것을 알게 되었다.
장기적으로는 러시아와 오스트리아-헝가리 간의 긴장이 심화되었고, 발칸반도의 민족 문제도 마찬가지였다. 회의는 이스탄불을 오스만 제국 수중에 유지하는 데 성공했다. 이는 러시아의 승리를 사실상 무효화했다. 베를린 회의는 이전 조약이 불가리아 공국에 부여했던 영토, 특히 마케도니아를 오스만 제국에 반환하여, 1912년 제1차 발칸 전쟁으로 이어진 불가리아의 강한 복수심을 촉발시켰고, 이 전쟁에서 터키는 패배하여 거의 모든 유럽 영토를 잃었다. 오스만 제국이 점차 영토, 군사력, 부가 줄어들면서 많은 발칸 무슬림들은 제국의 발칸반도 내 잔존 영토 또는 아나톨리아의 중심부로 이주했다. 무슬림들은 크림반도, 발칸반도, 캅카스와 같은 오스만 제국의 일부 지역에서 다수였고, 러시아 남부와 루마니아의 일부 지역에서도 다수였다. 이러한 땅의 대부분은 19세기와 20세기 사이에 오스만 제국에 의해 시간이 지남에 따라 상실되었다. 1923년에는 아나톨리아와 동부 트라키아만이 무슬림 땅으로 남았다.

## 이스티브다트 시대, 1878–1908

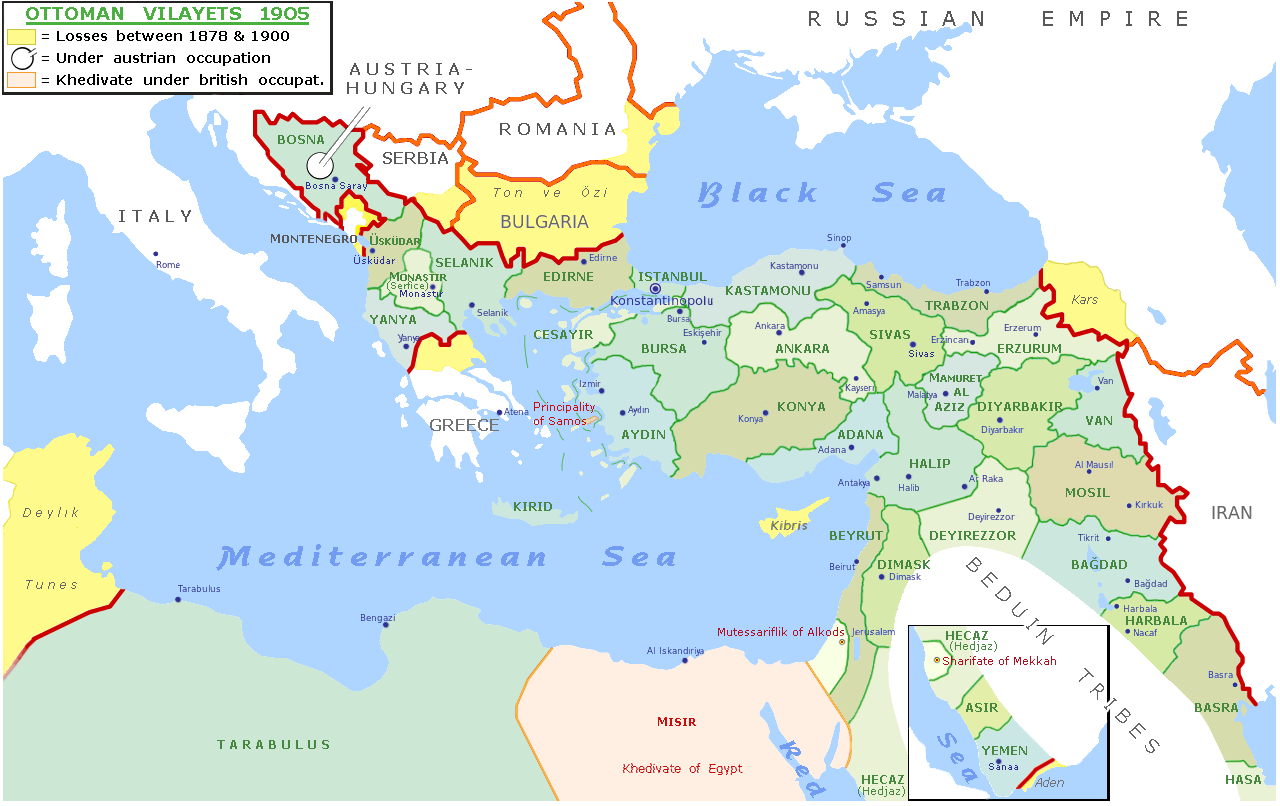
1900년 오스만 제국의 지도. 오스만 속주 이름이 표기되어 있다.

### 1878–1908 압뒬하미트 2세
압뒬하미트 2세의 통치는 경멸적으로 이스티브다트(전제정)라고 불렸다. 그의 통치는 제국 전역에서 75년간의 변화와 그 변화에 대한 반대 반응의 정점과 씨름했다. 그는 특히 제국의 중앙집권화에 관심을 기울였다. 숭고한 포르테의 중앙집권화를 위한 그의 노력은 다른 술탄들 사이에서 전례가 없던 것은 아니었다. 오스만 제국의 지방 속주들은 중앙 정부보다 자신들의 지역에 더 많은 통제권을 가지고 있었다. 압뒬하미트 2세의 외교 정책은 "비개입 정책"에서 비롯되었다. 술탄은 오스만 군대의 취약성과 제국의 국내 통제 약점을 이해했다. 범이슬람주의는 제국의 정체성과 권력 상실에 대한 압뒬하미트의 해결책이 되었다. 그의 범이슬람주의 추진 노력은 대규모 비무슬림 인구와 제국에 대한 유럽의 영향력 때문에 대부분 실패했다. 그의 정책은 본질적으로 제국을 고립시켰고, 이는 제국의 쇠퇴를 더욱 도왔다. 제국을 위한 새로운 헌법과 개혁을 추구했던 일부 엘리트들은 유럽으로 도피해야 했다. 새로운 급진주의자 집단들이 오스만 제국의 권력을 위협하기 시작했다.

#### 이집트 1880년대
1800년대 초에 어느 정도 자치권을 얻은 후, 이집트는 1880년대에 정치적 혼란기에 접어들었다. 1882년 4월, 영국과 프랑스 군함이 알렉산드리아에 나타나 케디브를 지지하고 국가가 반유럽 민족주의자들의 손에 넘어가는 것을 막았다.
1882년 8월, 영국군은 질서 확립을 명분으로 이집트를 침공하여 점령했다. 영국은 케디브 테우피크를 지지하고 안정을 회복했는데, 이는 영국과 프랑스의 금융 이익에 특히 유리했다. 이집트와 수단은 데 유레상 오스만 속주로 1914년 오스만 제국이 제1차 세계 대전의 동맹국에 합류할 때까지 남아 있었다. 영국은 이에 대응하여 이 두 속주와 키프로스를 공식적으로 합병했다.

#### 1893–96년 오스만 인구 조사
1867년에 국무원은 인구 통계표 작성을 담당하여 인구 기록의 정확도를 높였다. 그들은 1874년에 인구 집계 기록을 위한 새로운 조치를 도입했다. 이는 1881-1882년에 내무부 소속의 일반 인구 행정처 설립으로 이어졌다.
첫 공식 인구 조사는 (1881–93) 10년이 걸렸다. 1893년에 결과가 취합되어 발표되었다. 이 인구 조사는 과세나 군사 목적이 아닌 인구 통계 자료 획득을 위해 수행된 최초의 현대적이고 일반적이며 표준화된 인구 조사이다. 인구는 민족-종교 및 성별 특성으로 나뉘었다. 무슬림, 그리스인, 아르메니아인, 불가리아인, 가톨릭, 유대인, 개신교, 라틴족, 시리아인, 집시를 포함한 민족-종교 범주별 남녀 인구수가 제공된다.

#### 아르메니아인, 1890년대
자신들의 헌법과 민족 의회가 탄지마트 개혁으로 부여되었음에도 불구하고, 아르메니아인들은 1878년 베를린 회의에서 합의된 제61조의 이행을 오스만 정부에 요구하려 했다.

##### 자치주의자들
1880년에서 1881년 사이, 아르메니아 민족 해방 운동이 초기 단계에 있었을 때; 외부 지원 부족과 훈련되고 조직된 쿠르드족 병력 유지 불가능은 쿠르드족의 열망을 약화시켰다. 그러나 두 개의 저명한 쿠르드족 가문(부족)은 민족-국가주의적 관점에 더 기반하여 제국에 반대했다. 바드르 칸 가문은 분리주의자였고, 니히리의 사이이드 가문은 자치주의자였다. 1877-78년 러시아-튀르크 전쟁 이후 1880-1881년에는 니히리의 셰이크 우바이드 알라가 아르메니아 인구가 상당했던 오스만-페르시아 국경(반 빌라예트 포함) 주변에 "독립 쿠르드 공국"을 세우려는 시도가 있었다. 니히리의 셰이크 우바이드 알라는 20,000명의 전사를 모았다. 훈련 부족으로 그의 병사들은 이 지역의 마을들(무차별적으로, 아르메니아 마을 포함)에서 약탈하고 부를 축적한 후 대열을 떠났다. 니히리의 셰이크 우바이드 알라는 1882년 오스만 군대에 붙잡혔고 이 운동은 끝났다.
바슈칼레 충돌은 1889년 5월 아르메나칸 당과 오스만 제국 사이의 유혈 사태였다. 그 이름은 오스만 제국의 반주의 국경 도시인 바슈칼레에서 유래했다. 이 사건은 중요했는데, 아르메나칸에 대한 회수된 문서들이 광범위한 민족 운동 계획을 보여주었기 때문에 주요 아르메니아 신문에 반영되었다. 오스만 관리들은 그들이 대규모 혁명 조직의 일원이라고 믿었고, 논의는 신문(Eastern Express, Oriental Advertiser, Saadet, Tarik)에 반영되었으며, 아르메니아 신문에 반응이 실렸다. 일부 아르메니아인들 사이에서는 이 사건이 순교로 간주되어 다른 무장 충돌을 야기했다. 바슈칼레 저항은 페르시아 국경에서 일어났는데, 아르메나칸은 페르시아 제국의 아르메니아인과 연락을 취하고 있었다. 몇 달 후 이어진 구구니안 원정은 1890년 러시아 아르메니아 출신의 소규모 아르메니아 민족주의자들이 현지 아르메니아인들을 지원하기 위해 오스만 제국 국경을 넘어 무장 원정을 시작하려 한 시도였다.
쿰카푸 시위는 아르메니아 총대주교의 소재지인 쿰카푸의 아르메니아인 거주지에서 일어났는데, 사령관 하산 아가의 신속한 조치로 피해를 면했다. 1890년 7월 27일, 하루티운 장굴리안, 미흐란 다마디안, 함바르숨 보야지안은 아르메니아 미사를 방해하고 아르메니아 총대주교와 아르메니아 민족 의회의 무관심을 비난하는 매니페스토를 읽었다. 하루티운 장굴리안(반 출신 회원)은 이스탄불 총대주교를 암살하려 했다. 목표는 아르메니아 성직자들을 설득하여 그들의 정책을 민족 정치와 일치시키는 것이었다. 그들은 곧 총대주교에게 율드즈 궁전으로 향하는 행렬에 합류하여 베를린 조약 제61조의 이행을 요구하도록 강요했다. 6000명의 아르메니아인이 사망했다고 전해지는 이 학살이 무슬림 인구의 전반적인 봉기의 결과가 아니었다는 점은 중요하다. 소프트타스는 여기에 참여하지 않았고, 많은 아르메니아인들은 도시의 무슬림 지역에서 피난처를 찾았다.

##### 개혁 프로그램
쿠르드족(군대, 반군, 산적)은 이웃 마을과 촌락을 아무런 제재 없이 약탈했다.
하미디예 시스템의 핵심 가정인 쿠르드족 부족(쿠르드족 추장국은 아르메니아 안보 문제로 지적됨)이 군사 훈련을 받을 수 있다는 것은 "유토피아적"인 것으로 판명되었다. 페르시아 코사크 여단은 나중에 독립적인 부대로 기능할 수 있음을 증명했지만, 이를 본뜬 오스만 모델은 부족의 충성심을 오스만 술탄이나 심지어 그 설립 부대에 대한 충성심으로 대체하지 못했다.
1892년, 술탄 압둘 하미드 2세의 격려를 받은 훈련되고 조직된 쿠르드 군대가 처음으로 등장했다. 하미디예 경기병대가 창설된 이유에 대해서는 여러 가지 의견이 제시된다. 하미디예 창설은 한편으로는 러시아의 위협에 대한 대응이었지만, 학자들은 주요 이유가 아르메니아 사회주의/민족주의 혁명가들을 진압하기 위함이었다고 믿는다. 아르메니아 혁명가들은 분열을 야기하고 러시아와 협력하여 오스만 제국에 대항할 수 있다고 여겨졌기 때문에 위협적이었다. 하미디예 군단 또는 하미디예 경기병 연대는 오스만 제국 동부 지방에서 활동했던 잘 무장된 비정규군으로, 대부분 쿠르드족 기병(튀르크멘족 등 다른 민족 소수 포함)으로 구성되었다. 이들은 캅카스 코사크 연대(예: 페르시아 코사크 여단)를 모델로 삼아 조직되었으며, 첫째로 러시아-오스만 국경을 순찰하고 둘째로 쿠르드-아르메니아 협력 가능성을 줄이는 것을 목표로 했다. 하미디예 기병대는 군사적 외관, 조직 및 잠재력에도 불구하고 결코 부족 간 통합군이 아니었다. 하미디예는 군사 법원에서만 재판받을 수 있다는 사실을 빠르게 알게 되었다. 그들은 민간 행정에 면역이 되었다. 면역을 깨달은 그들은 자신들의 부족을 "합법화된 강도 여단"으로 만들었고, 곡물을 훔치고, 자신들의 소유가 아닌 밭을 경작하고, 가축을 몰아가며, 상점 주인에게서 공공연하게 훔쳤다. 일부는 하미디예의 창설이 "아르메니아인 인구를 더욱 적대시했으며" 그들이 막으려 했던 갈등을 더욱 악화시켰다고 주장한다.
쿠르드족 족장들은 또한 이 부대들을 유지하기 위해 지역 주민들에게 세금을 부과했고, 아르메니아인들은 이를 착취로 여겼다. 아르메니아 대변인들이 쿠르드족 족장에게 (이중 과세 문제를) 따지자, 이는 두 민족 간의 적개심을 불러일으켰다. 하미디예 기병대는 아르메니아인들을 괴롭히고 공격했다.
1908년, 술탄이 폐위된 후 하미디예 기병대는 조직된 병력으로서 해체되었지만, 공식적으로 인정받기 전에도 "부족 병력"이었으므로 해체된 후에도 "부족 병력"으로 남아있었다. 하미디예 기병대는 부족 간의 불화에 기여했기 때문에 군사적 실망이자 실패로 묘사된다.

##### 아르메니아인

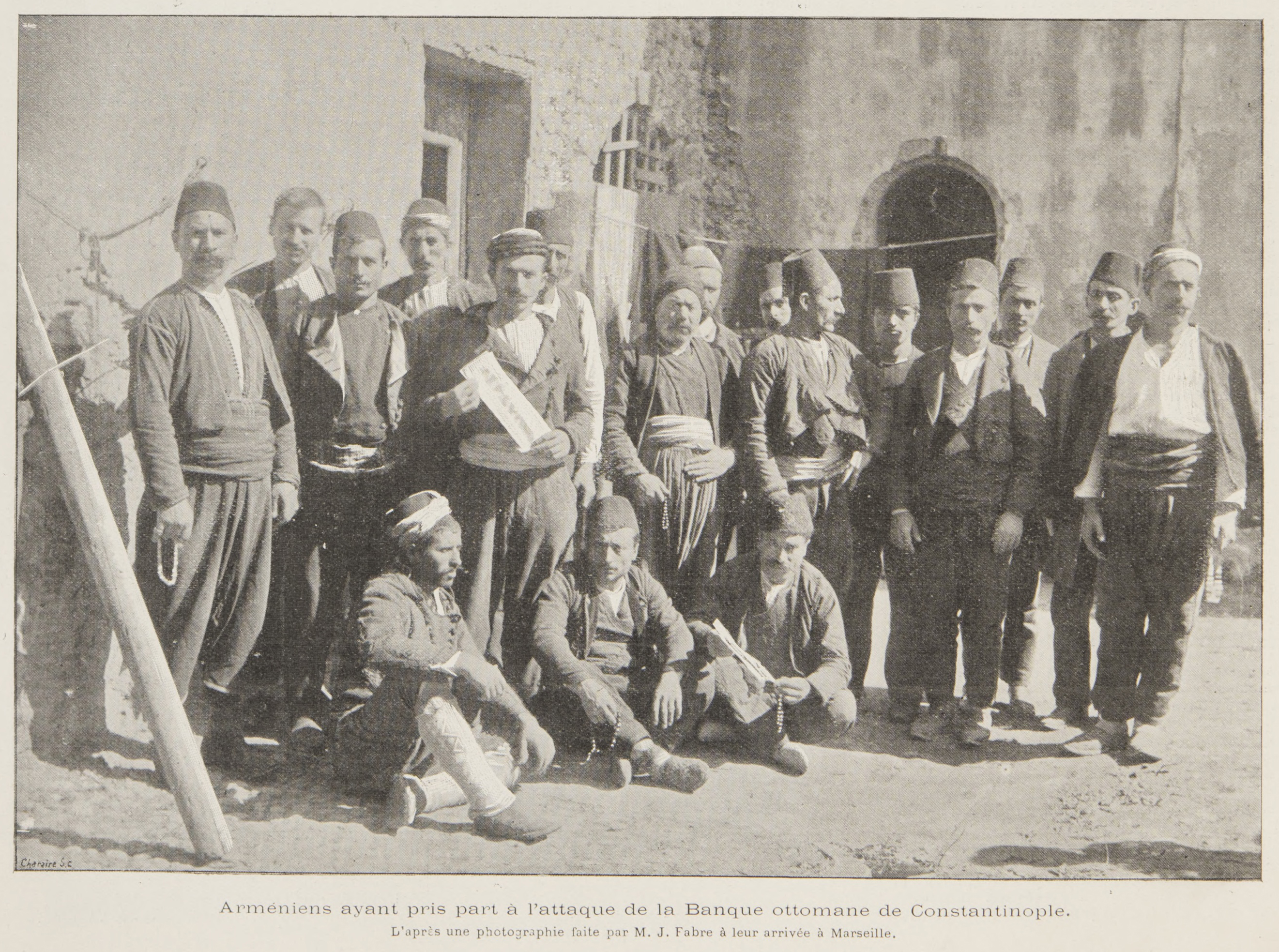
마르세유에 도착한 후 인질극 생존자들.

하미디예 학살 (1894-96)의 주요 역할은 종종 하미디예 연대에 기인하며, 특히 사순 학살 (1894)의 유혈 진압 과정에서 두드러졌다. 1897년 7월 25일, 카나소르 원정은 이 기병대의 상당 부분을 소유했던 쿠르드족 마즈리크 부족(무주리 쿠르드족)에 대항하여 이루어졌다. 아르메니아 저항 운동의 첫 번째 주목할 만한 전투는 사순에서 일어났는데, 이곳에서는 훈차크 활동가인 미흐란 다마디안, 함파르숨 보야지안, 흐라이르 등에 의해 민족주의 사상이 확산되었다. 아르메니아 혁명 연맹 또한 이 지역 사람들에게 무기를 제공하는 데 중요한 역할을 했다. 사순의 아르메니아인들은 오스만 군대와 쿠르드족 비정규군에 맞섰으나 수적 열세로 패배했다. 이어서 제이툰 반란 (1895년~1896년)이 일어났는데, 1891년부터 1895년 사이에 훈차크 활동가들은 킬리키아와 제이툰의 여러 지역을 순회하며 저항을 독려하고 사회민주 훈차크 당의 새로운 지부를 설립했다.
이 지역에서는 아르메니아인과 무슬림(하미디예(기병대) 포함) 간의 내전과 유사한 상황이 몇 달 동안 격렬하게 벌어졌고, 열강들의 중재로 종식되었다. 그러나 이 지역에서 아르메니아의 자치가 이루어지는 대신 쿠르드족(쿠르드 부족장들)은 그들의 자치권과 권력의 상당 부분을 유지했다. 압둘하미드는 "분열되고 농업적인 쿠르드 사회"의 전통적인 권력 구조(아가, 셰이크, 부족장)를 거의 바꾸려 하지 않았다. 제국의 남쪽과 동쪽 경계에 위치하고 산악 지형이며 교통 및 통신 시스템이 제한적이었기 때문에, 국가는 이 지방들에 거의 접근할 수 없었고 부족장들과 비공식적인 합의를 해야 했다. 예를 들어, 오스만 카디와 무프티는 종교법에 대한 관할권이 없었고, 이는 쿠르드족의 권위와 자율성을 강화했다.
1896년 오스만 은행 인질극은 권총, 수류탄, 다이너마이트, 수제 폭탄으로 무장한 아르메니아 단체가 이스탄불의 오스만 은행을 공격하여 저지른 사건이다. 은행 점거는 14시간 동안 지속되었고, 아르메니아인 10명과 오스만 병사들이 사망했다. 오스만 당국은 이 인질극에 대응하여 콘스탄티노폴리스에 거주하는 수천 명의 아르메니아인들을 대상으로 추가 학살과 폭동을 벌였으며, 술탄 압뒬하미트 2세는 건물 전체를 파괴하겠다고 위협했다. 그러나 도시에 주재하던 유럽 외교관들의 개입으로 인질범들은 항복하고, 생존자들은 프랑스로 안전하게 대피할 수 있었다. 이 사건으로 인한 폭력 수준에도 불구하고, 이 인질극은 유럽 언론에서 긍정적으로 보도되었으며, 인질범들의 용기와 그들이 달성하려 했던 목표를 칭찬했다.

#### 경제
경제적으로 제국은 유럽 은행에 대한 오스만 제국의 공채를 상환하는 데 어려움을 겪었고, 이는 오스만 공채 관리 위원회의 설립으로 이어졌다. 19세기 말까지 제국이 서방 열강에 점령되지 않은 주된 이유는 이 지역에서 세력 균형을 유지하려는 시도 때문이었다. 오스트리아와 러시아 모두 오스만 제국을 희생하여 자신들의 영향력과 영토를 늘리려 했지만, 주로 동지중해에서 러시아의 지배를 우려한 영국에 의해 견제되었다.

## 이미지 갤러리

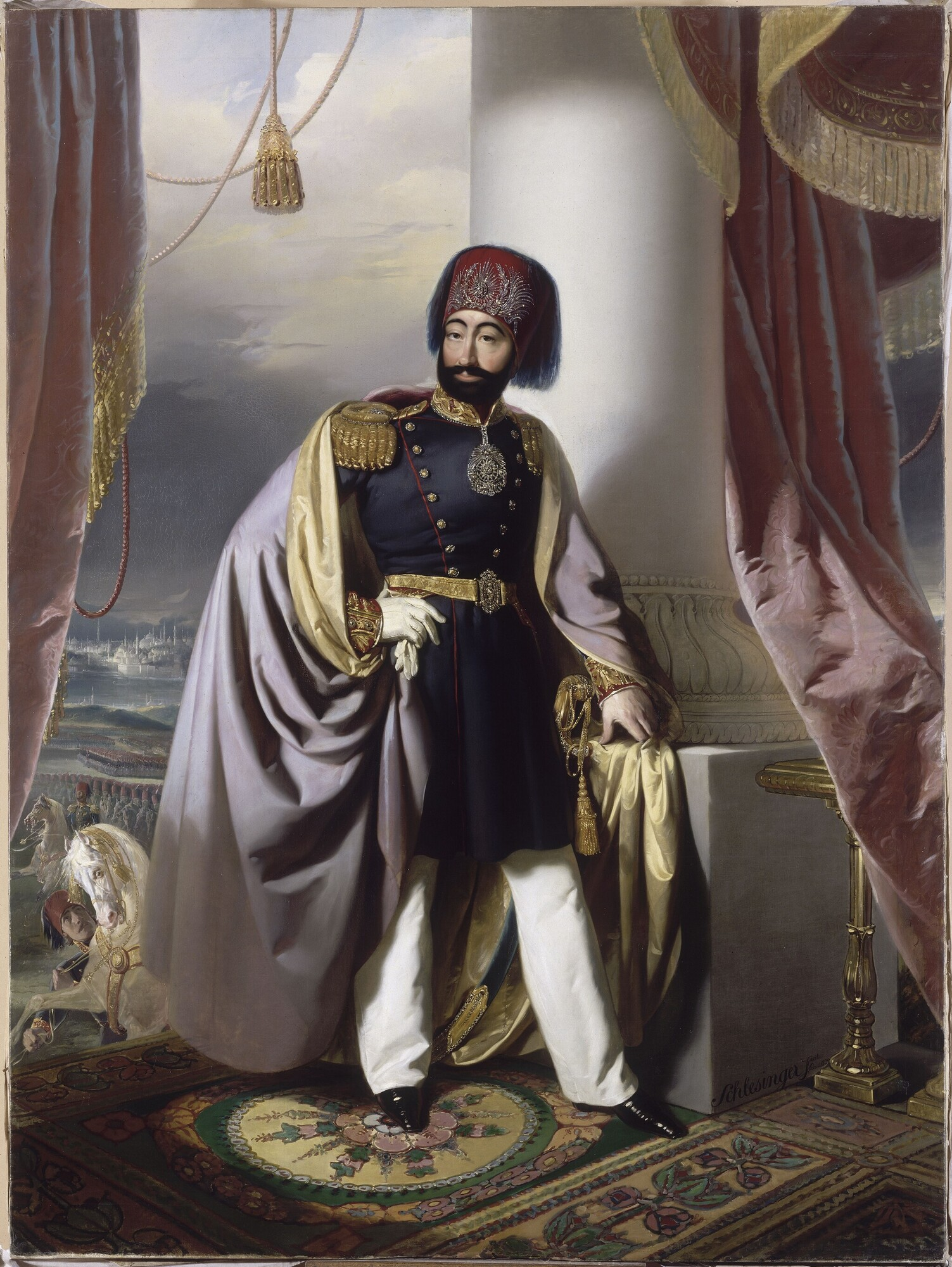
마흐무트 2세
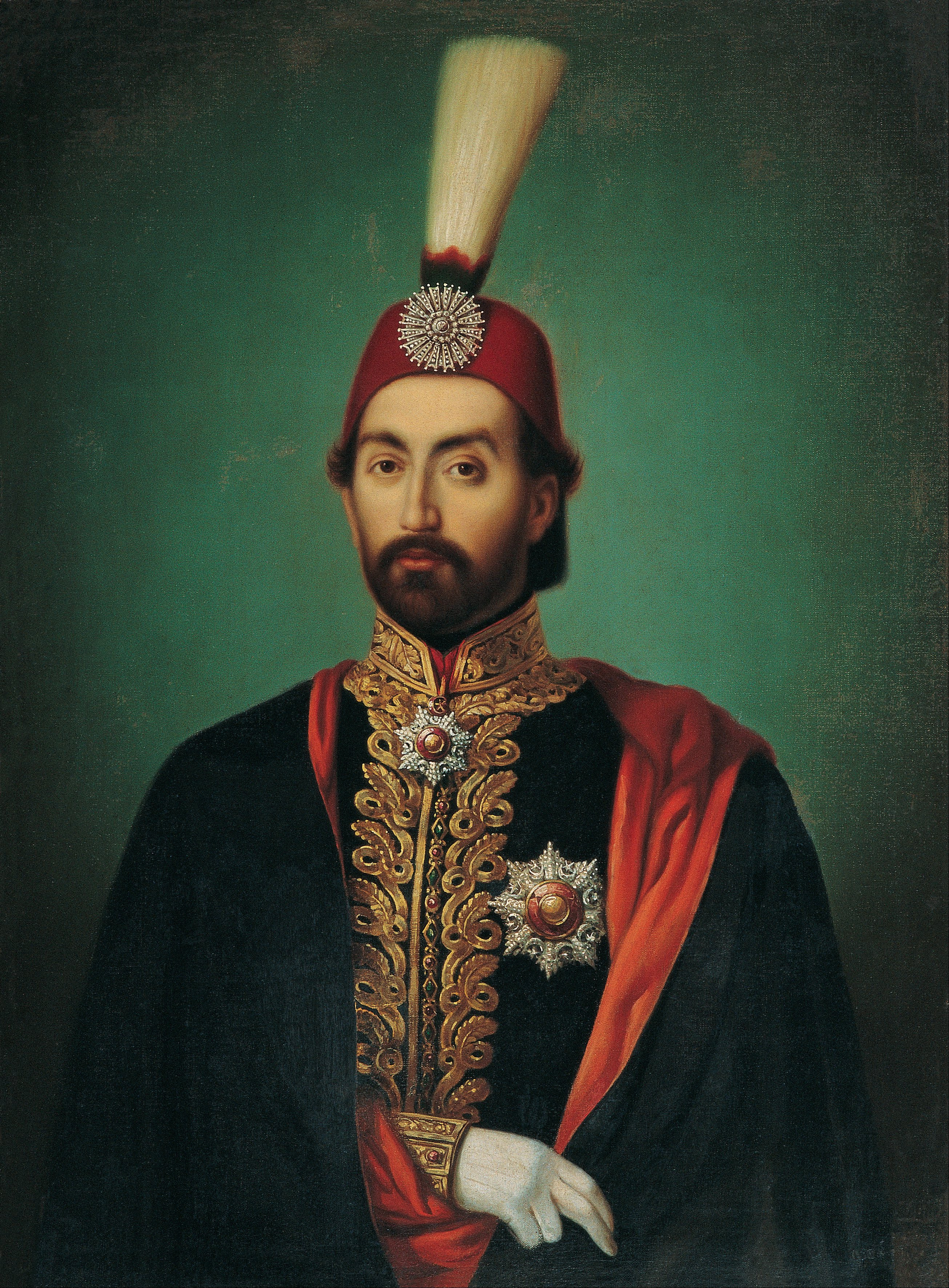
압뒬메지트 1세
압뒬아지즈
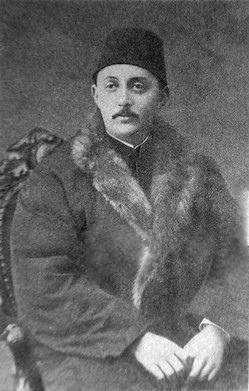
무라트 5세

## Bibliography
- Karpat, Kemal H. (May 1978). 《Ottoman Population Records and the Census of 1881/82–1893》. 《International Journal of Middle East Studies》 9. 237–274쪽. doi:10.1017/S0020743800000088. S2CID 162337621.
- Kinross, Patrick (1977). 《The Ottoman Centuries: The Rise and Fall of the Turkish Empire》. London: Perennial. ISBN 978-0-688-08093-8.
- McDowall, David (2004). 《A Modern History of the Kurds》. I.B. Tauris.
- Shaw, Standford J. (August 1978). 《The Ottoman Census System and Population, 1831–1914》. 《International Journal of Middle East Studies》 9. 325–338쪽. doi:10.1017/S0020743800033602. S2CID 161326705.

## 같이 보기
- 오스만 제국의 해체
- 오스만 술탄국의 폐지
- 오스만 제국의 역사
- 오스만 제국 쇠퇴론

## Further reading
- Finkel, Caroline F. (2005). 《Osman's Dream: The Story of the Ottoman Empire, 1300-1923》. London: 존 머리. ISBN 978-0-7195-5513-8.
- Palmer, Alan Warwick (1992). 《The Decline and Fall of the Ottoman Empire》. New York: M. Evans. ISBN 978-0-87131-754-4.
- Stoianovich, Traian (December 1962). 《Factors in the Decline of Ottoman Society in the Balkans》. 《슬라브 리뷰》 21. 623–632쪽. doi:10.2307/3000577. ISSN 0037-6779. JSTOR 3000577.